# Targhe d'immatricolazione dell'Albania

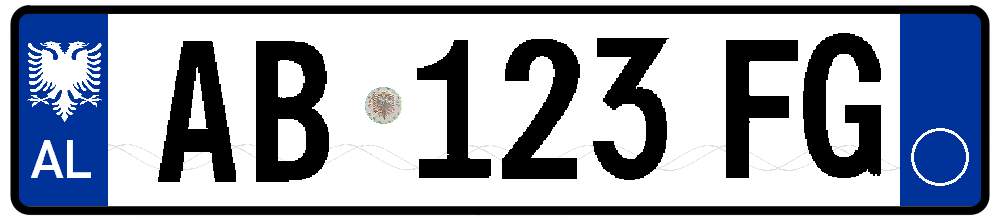
Modello di targa albanese standard emesso dal 16 febbraio 2011

Le targhe d'immatricolazione dell'Albania, in metallo, sono emesse dalle direzioni dei trasporti di ciascuna prefettura per identificare i veicoli immatricolati nel Paese balcanico.

## Sistema attuale

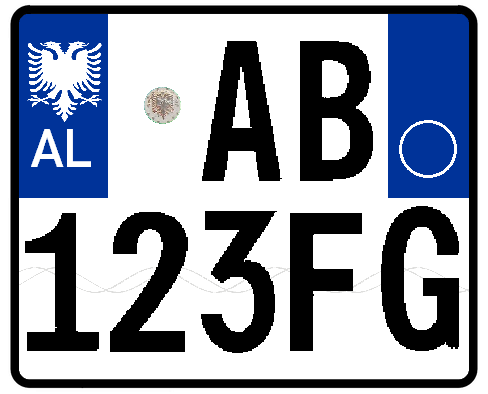
Formato su doppia riga per autoveicoli

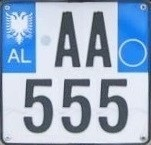
Targa di un motociclo

A partire dal 16 febbraio 2011 vengono utilizzati il formato europeo (vedi infra) e un sistema di tipo alfanumerico con schema AA 000AA, del tutto simile a quello usato per le targhe italiane dal 28 febbraio 1994, per gli autoveicoli, e AA/000 per i motoveicoli. 
Una banda blu a sinistra contiene un'aquila di colore bianco e la sigla automobilistica internazionale AL, anch'essa in caratteri bianchi. Al centro della targa due lettere che avanzano in ordine alfabetico a partire da "AA" precedono un ologramma di sicurezza, tre cifre progressive da 000 a 999 e due lettere. È previsto l'uso di tutte e 26 le lettere dell'alfabeto latino e, per distinguere la lettera "O" dalla cifra "0", quest'ultima viene rappresentata con una piccola interruzione diagonale sul lato superiore destro, analogamente a quanto in uso per le targhe d'immatricolazione tedesche, anche se il font attualmente adottato non si riscontra in nessun altro Paese. 
Nella parte destra è presente un'altra banda blu che riporta opzionalmente le ultime due cifre dell'anno di immatricolazione del veicolo all'interno di un piccolo cerchio sul lato inferiore della fascia.
Nelle targhe su due linee sono posizionate in alto la banda blu con la sigla internazionale AL e le prime due lettere, in basso le tre cifre e le altre due lettere. 
La numerazione viene assegnata a livello centrale e in modo univoco sul territorio nazionale, non fornisce quindi alcuna indicazione sulla provenienza. 

### Formati e dimensioni
I formati in uso sono i seguenti:

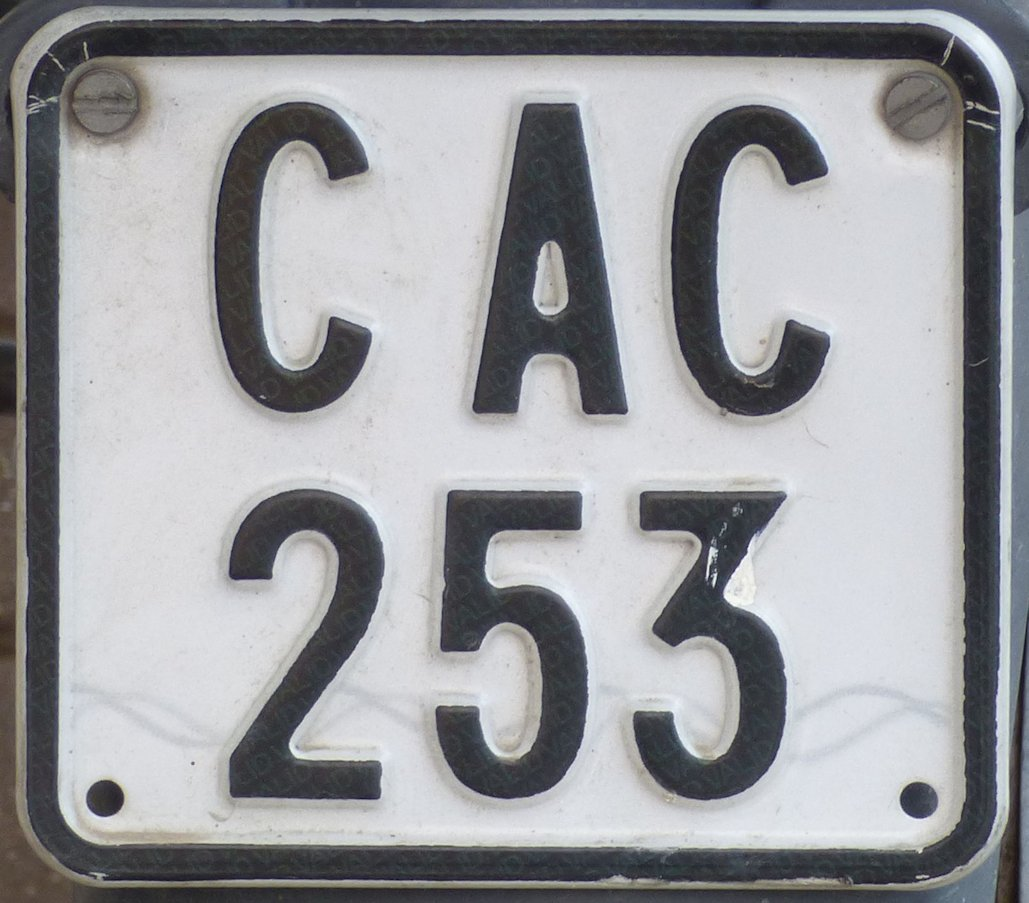
Formato su due linee per ciclomotori

- standard su una linea: 520×112 mm;
- su doppia linea per autoveicoli (si può richiedere anche per le targhe anteriori): 254×205 mm;
- su doppia linea per motoveicoli: 212×205 mm
- "quadrato" su due righe per ciclomotori: 130×115 mm;
- statunitense (disponibile dal 2022): 305×153 mm;
- targa anteriore più corta di quella standard, con le bande blu posizionate nella metà superiore (disponibile dal 2022): 360×100 mm.

### Targhe personalizzate

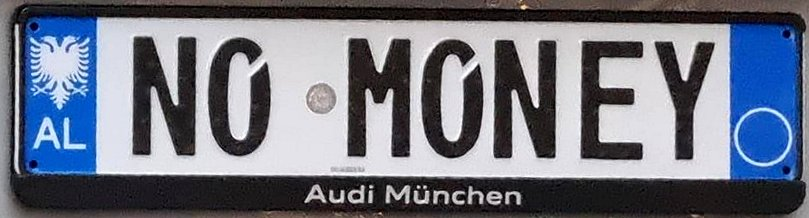
Una targa personalizzata con combinazione a sette caratteri (quelle che sembrano lettere "O" sono due zeri)

Qualora il proprietario di un veicolo non accetti di ricevere la targa con la sequenza del tipo AA 012AA selezionata dal sistema, può farsi rilasciare targhe con le iniziali del nome e cognome, con numerazione particolare (es.: 007, 111, 666...) e, da fine febbraio 2023, anche con combinazioni composte da 5-7 caratteri alfanumerici completamente personalizzate, purché includano almeno due cifre e uno spazio. Nelle combinazioni a sette caratteri lo spazio con l'ologramma separa i primi due dagli altri cinque, nelle combinazioni a cinque o sei caratteri è il primo ad essere separato dai restanti; ci può essere anche un secondo spazio prima degli ultimi due caratteri. Alcune parole o significati sono vietati dal punto di vista etico, mentre combinazioni da considerare rare o uniche, con valore di interesse, vengono vendute all'asta pubblica periodica che la Direzione generale dei servizi di trasporto stradale (DPSHTRR) bandisce per targhe ancora più speciali, ovvero con combinazioni composte da meno di cinque caratteri oppure da sole cifre o lettere. 
Nel caso in cui una qualsiasi targa classificata come speciale o fuori serie non sia stata venduta per un periodo di dodici mesi dalla data di emissione, verrà venduta come targa ordinaria. 
Il costo di una numerazione particolare selezionata è variabile: oltre al canone della targa, si pagano 5.000 lek (circa 46€) di base e una sovrattassa che varia da un minimo di 10.000 lek (ca. 93€) ad un massimo di 40.000 lek (ca. 373€). Il costo di una targa totalmente personalizzata varia invece da un minimo di 150.000 (ca. 1.440€) per le combinazioni a sette caratteri fino ad un massimo di 215.000 lek (ca. 2.065€) per quelle a cinque caratteri. 
La targa personalizzata può essere anche trasferita dalla vecchia alla nuova autovettura acquistata da un conducente, previo pagamento di una corrispondente tassa di trasferimento.

## Varianti

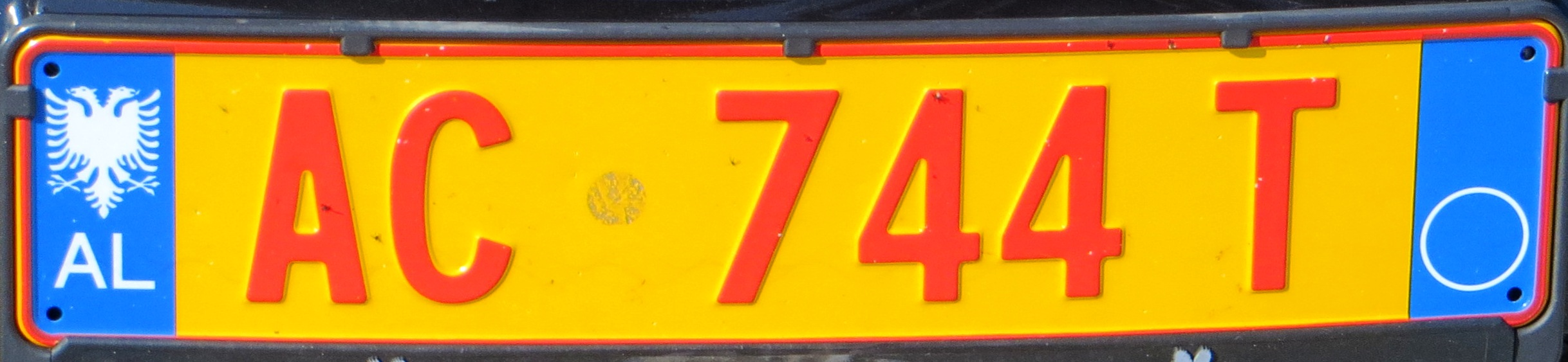
Formato in uso per taxi

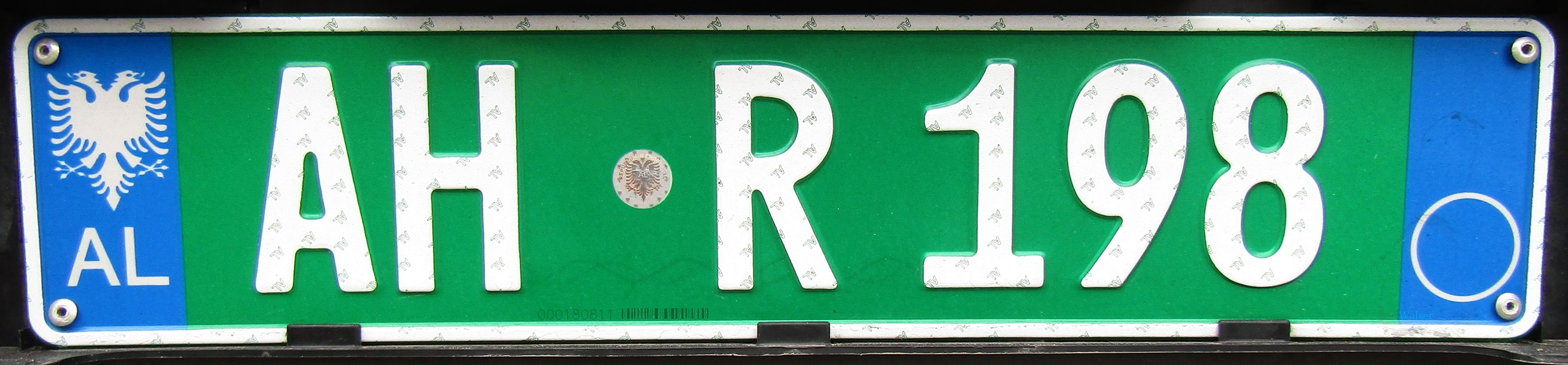
Targa di un rimorchio

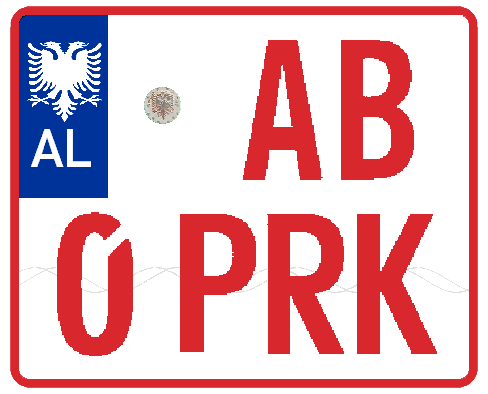
Targa d'immatricolazione provvisoria su doppia linea

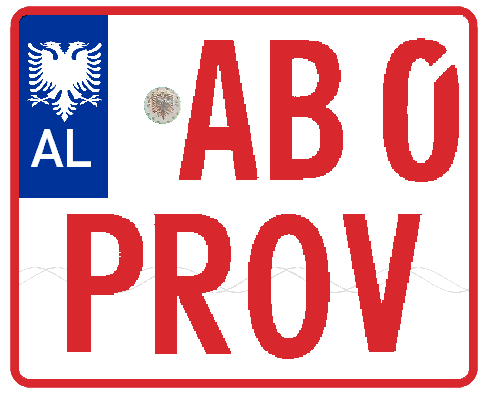
Esempio di targa prova su due righe

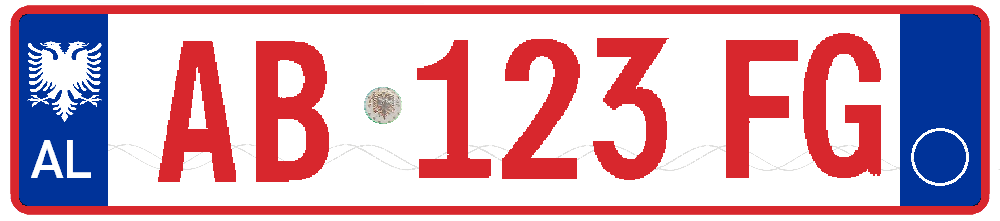
Esempio di targa ripetitrice

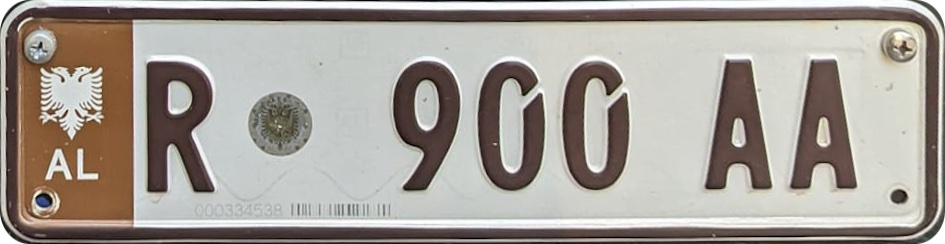
Formato per autoveicoli storici immatricolati da almeno 30 anni

- Le targhe dei taxi hanno bordi e caratteri rossi su fondo giallo, come nel sistema precedente, e la lettera T (Taksi) sulla destra.
- Le targhe dei ciclomotori non si differenziano per i colori da quelle ordinarie, ma sono prive di bande blu laterali; sulla riga superiore il codice C (Ciklomotor) è seguito da una spaziatura e due lettere sequenziali che cominciano da "AA", sulla linea inferiore si trovano tre cifre progressive a partire da "000".
- Il formato per le macchine agricole, i veicoli speciali per la manutenzione stradale e i rimorchi si distingue per i caratteri bianchi su fondo verde; dopo le due lettere seriali sono anteposti alle tre cifre rispettivamente i codici MB (Makinë Bujqësore), MT (Makinë Teknologjike) e R (Rimorkio). 
I rimorchi agricoli e quelli dei veicoli per la manutenzione delle strade sono invece riconoscibili per le lettere fisse RB e RT rispettivamente.
- Le targhe provvisorie sono composte da due lettere seriali che iniziano da "AA", una cifra e la sigla PRK (che sta per Përkohshme, cioè "provvisorio" in albanese) oppure, se utilizzate da concessionari o proprietari di autofficine, PROV (= Provë). I caratteri e i bordi sono rossi, manca la banda blu a destra.
- Anche le targhe ripetitrici hanno bordi e caratteri rossi su sfondo bianco. Provviste di entrambe le bande blu, sono da fissare nel caso in cui un oggetto, come un portabiciclette con gancio di traino, copra la targa posteriore di un autoveicolo.
- Ai veicoli storici immatricolati da almeno trent'anni e iscritti al registro del Classic Car Club Albania possono essere rilasciate targhe speciali. Queste tuttavia sono valide solamente per partecipare a fiere o rally e non devono essere usate per altri scopi. Sono simili alle targhe standard ma con bordo e caratteri marrone caffè; le bande laterali (quella a destra non è sempre presente) sono di colore marrone più chiaro. La lettera R iniziale di Rétro è seguita da uno spazio, tre cifre, un ulteriore spazio e due lettere seriali a partire da AA. Sono disponibili in tre formati differenti: 520×110 mm (su un'unica linea), 264×205 mm (su doppia linea) e 290×75 mm (ridotto su un'unica linea). Nel formato su due righe la banda a sinistra (manca quella a destra), la lettera R e le due lettere seriali sono posizionate sopra la numerazione. Anche le targhe con formato ridotto sono sprovviste della banda sulla destra. Il formato per motocicli misura 130×115 mm; la serie è composta dal numero di tre cifre sormontato dalla lettera R che precede la banda con stemma nazionale e sigla AL e una sola lettera seriale. 
Il Classic Car Club Albania emette un tipo distinto di targhe riservato ai proprietari di almeno tre vetture qualificabili come auto d'epoca. La serie è simile a quella sopra specificata, ma con scritte grigio argento su fondo marrone caffè; le bande sono di colore marrone chiaro. Al posto della "R" è utilizzata la lettera K, iniziale di Koleksion, cioè "Collezione". Le targhe per le autovetture sono disponibili solo nel formato 520×110 mm. Le dimensioni di quelle per i motocicli misurano 130×115 mm; la "K", la banda con la sigla internazionale e un'unica lettera seriale sono impresse sulla riga superiore, le cifre occupano invece la riga inferiore.

## Sigle speciali in uso
- CD - Corpo diplomatico

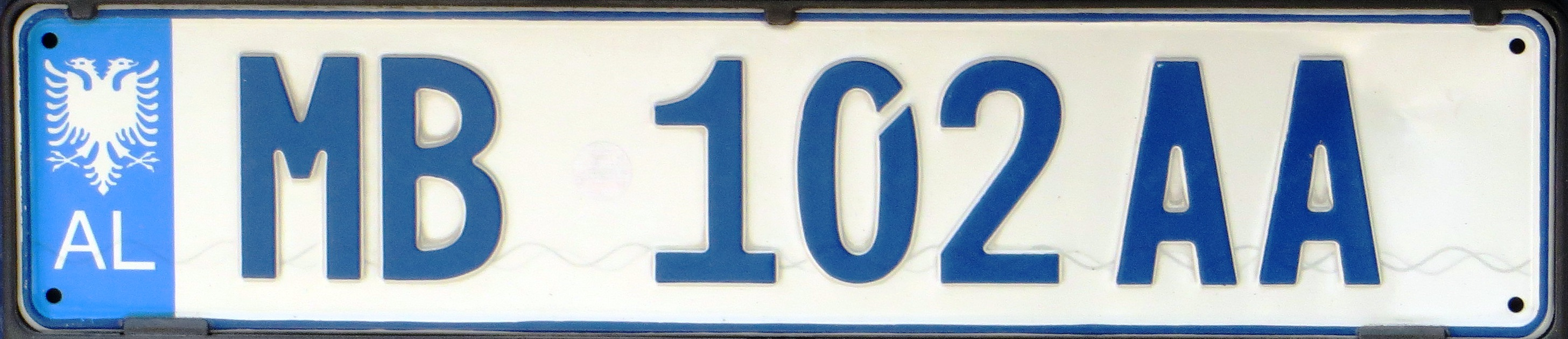
Targa di un veicolo della Polizia

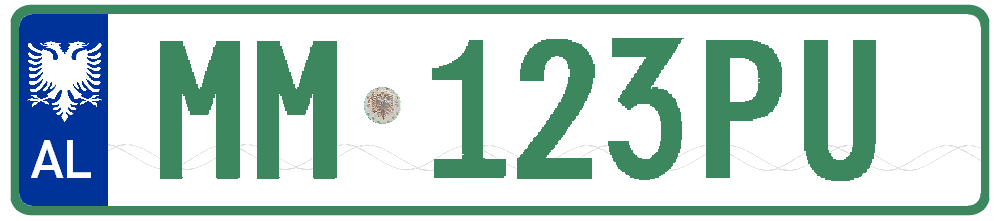
Esempio di formato per automezzi della Polizia militare

- HCC - Honorary Consul Corps (Corpo Console Onorario)[6]
- MB - Ministria e Brendshme (Ministero dell'Interno, Polizia)
- MM - Ministria e Mbrojtjes (Ministero della Difesa, Esercito)[7]
- TR - Trup Diplomatik (vettura privata del servizio diplomatico)[8]
- UNHCR - United Nations High Commission for Refugees (Alto Commissariato delle Nazioni Unite per i Rifugiati)

### Codici numerici nelle targhe diplomatiche e Paesi od organizzazioni corrispondenti

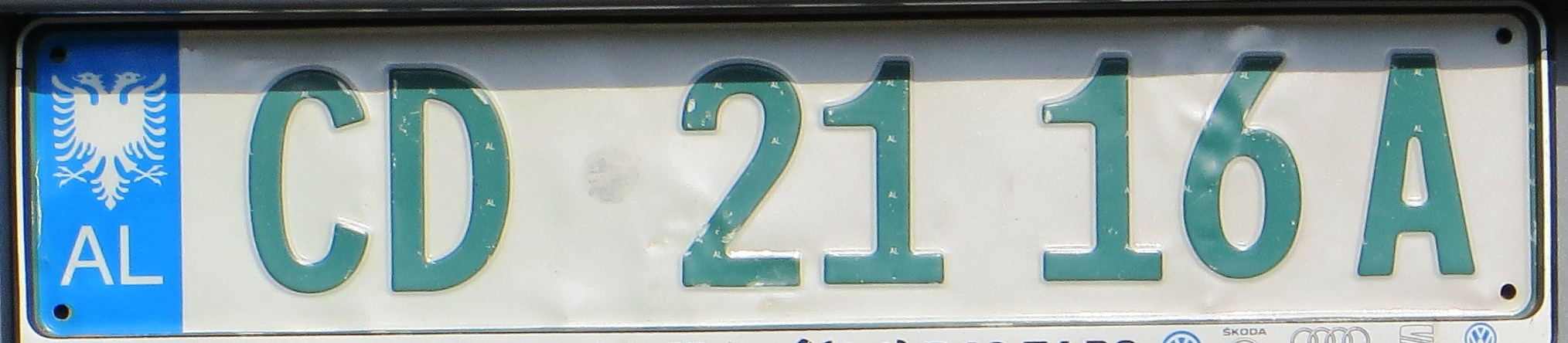
Targa di una vettura del Corpo diplomatico della Federazione Russa (numero 21 a sinistra)

Nelle targhe dei veicoli intestati a diplomatici, le prime due cifre dopo le sigle "CD", "HCC" e "TR" (vd. sopra) identificano il Paese della rappresentanza o l'organizzazione internazionale secondo lo schema della tabella seguente.
| Numero | Stato od organizzazione internazionale | Numero | Stato od organizzazione internazionale |
| ------ | -------------------------------------- | ------ | -------------------------------------- |
| 01     | Austria                                | 02     | Regno Unito                            |
| 03     | Bulgaria                               | 04     | Bosnia ed Erzegovina                   |
| 05     | Rep. Ceca                              | 06     | Egitto                                 |
| 07     | Francia                                | 08     | Grecia                                 |
| 09     | Germania                               | 10     | Ungheria                               |
| 11     | Italia                                 | 12     | Iran                                   |
| 13     | Serbia                                 | 14     | Cina                                   |
| 15     | Croazia                                | 16     | Libia                                  |
| 17     | Macedonia del Nord                     | 18     | Palestina                              |
| 19     | Polonia                                | 20     | Romania (Consolato onorario)           |
| 21     | Russia                                 | 22     | Città del Vaticano                     |
| 23     | Stati Uniti                            | 24     | Turchia                                |
| 25     | Svizzera                               | 26     | Slovenia                               |
| 27     | Arabia Saudita                         | 28     | Svezia                                 |
| 29     | Spagna                                 | 31     | ?                                      |
| 33     | UNESCO                                 | 38     | UEO (fino al 2011)                     |
| 40     | EBRD                                   | 41     | Unione europea                         |
| 42     | UNDP                                   | 43     | UNICEF                                 |
| 44     | ACNUR                                  | 45     | OMS                                    |
| 46     | FAO                                    | 47     | FMI                                    |
| 48     | Banca Mondiale                         | 49     | IOM                                    |
| 51     | UNOPS                                  | 52     | Kuwait                                 |
| 53     | ?                                      | 54     | ?                                      |
| 55     | Kosovo                                 | 56     | Paesi Bassi                            |
| 60     | Danimarca                              | 66     | Slovacchia                             |
| 75     | ?                                      | 77     | Brasile                                |
| 79     | Israele                                | 81     | Qatar                                  |

## Codici speciali terminati

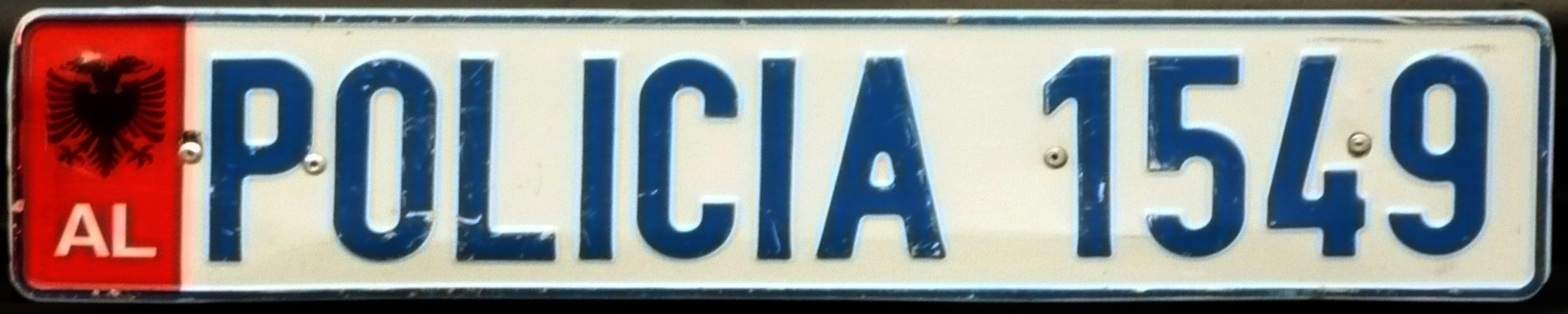
Targa anteriore di una vettura della Polizia (sistema e formato terminati nel 2011)

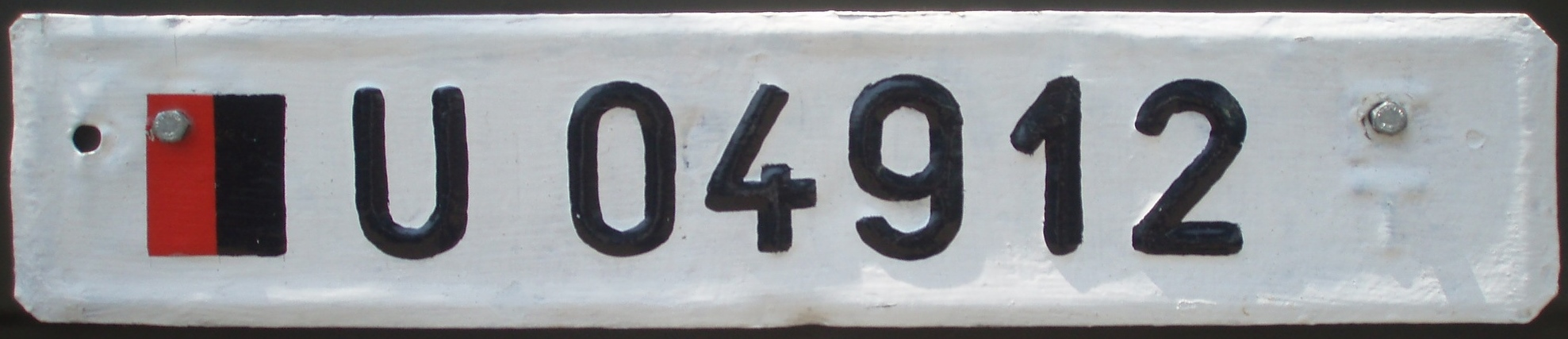
Formato per automezzi militari utilizzato dal 1993 al 15 febbraio 2011

- A - Afatgjata (= targa provvisoria a lungo termine), fino agli ultimi mesi del 2005
- AFOR - Albanian Force (= Forze NATO per l'Albania), dal 14 aprile al 31 agosto 1999
- P - Përkohshme (= targa provvisoria a breve termine), fino agli ultimi mesi del 2005
- POLICIA (caratteri blu, targhe posteriori sempre su doppia linea) - Policia (= Polizia), fino al 15 febbraio 2011
- POLICIA (caratteri verdi e lettere FA dopo le cifre) - Policia Ushtarake e Forcave Ajrore (= Polizia militare della Forza Aerea), fino al 15 febbraio 2011
- POLICIA (bianco su celeste) - Policia Rrugore (= Polizia stradale), fino al 2000
- RSH (bianco su verde, lettere seguite da un trattino e tre cifre) - Republika e Shqipërisë (= vetture dei ministri del governo della Repubblica d'Albania), fino al 15 febbraio 2011
- TD - Trup Diplomatik (= Corpo diplomatico), fino al 15 febbraio 2011
- U - Ushtria (= Esercito), dal 1993 al 15 febbraio 2011
- UP - Ushtria Popullore (= Esercito Popolare), fino al 1993
- 000 - 000 (0 = cifra che avanza progressivamente, verde scuro su bianco) - Veicoli militari della Croce Rossa, fino al 15 febbraio 2011

## Sistema cessato nel 2011

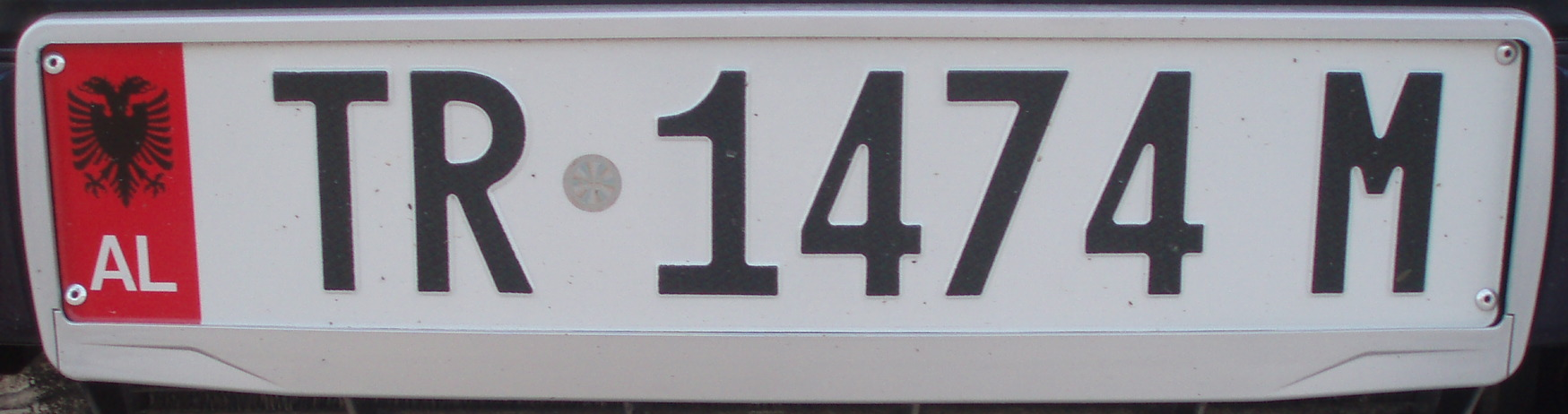
Formato emesso dal 2002 al 15 febbraio 2011

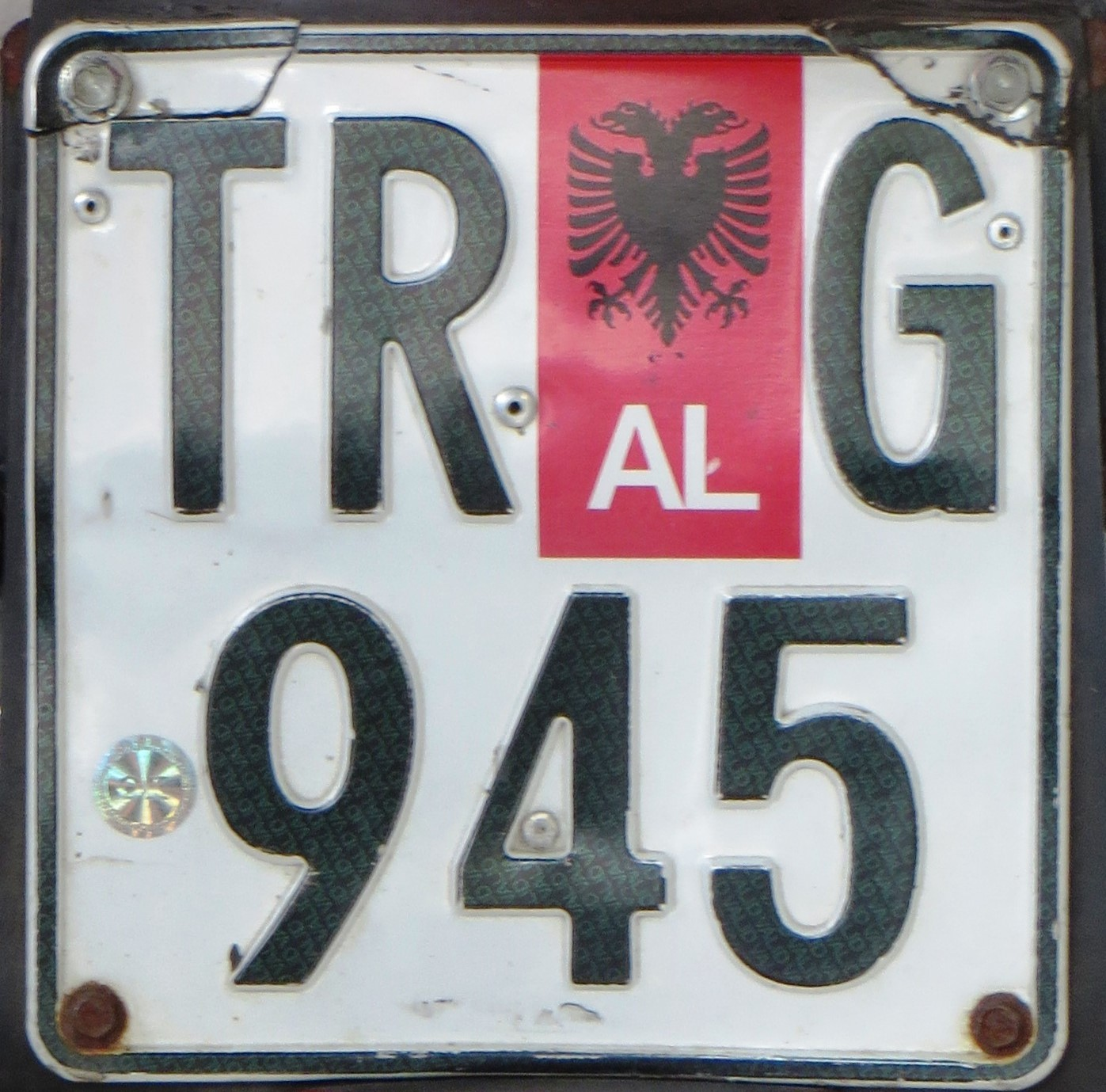
Formato 2002–2011 per motocicli

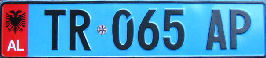
Targa provvisoria per periodi lunghi del tipo introdotto negli ultimi mesi del 2005 e cessato a metà febbraio del 2011

Nel sistema precedente, cioè fino al 16 febbraio 2011, le targhe automobilistiche erano caratterizzate da uno schema di assegnazione dei numeri su base distrettuale. A partire dal 1995 ogni targa ordinaria aveva una banda rossa verticale a sinistra con all'interno un'aquila nera bicipite e, sotto di essa, la sigla internazionale AL di colore bianco. Seguivano due lettere, che indicavano il distretto (Rreth) o in soli tre casi il rispettivo comune capoluogo, quattro cifre e un'altra lettera (la "O" e la "Q", facilmente confondibili, non erano usate). Nelle targhe posteriori su doppia linea la serie numerica occupava la riga inferiore. Tra il 1995 e il 2002 i caratteri utilizzati erano quelli del font DIN. 
Nelle targhe dei motocicli la sigla indicante la provenienza, la banda rossa e una lettera progressiva che iniziava da "A" erano posizionate sulla riga superiore, mentre tre cifre occupavano quella inferiore. Nelle targhe dei ciclomotori mancava la banda rossa; tre cifre e una lettera variamente disposte erano sormontate dalla sigla distrettuale. 
Fino al 31 dicembre 1997 le macchine agricole, i veicoli commerciali e gli automezzi dei servizi pubblici (autobus) avevano cifre e lettere nere su fondo giallo come le vetture governative, le quali però si contraddistinguevano per la lettera Z dopo le cifre. All'auto ufficiale del Presidente della Repubblica era riservata la registrazione speciale TR 0001 Z.
Nel 2001 vennero reintrodotte targhe gialle con caratteri rossi per i soli taxi, la cui numerazione era composta da tre cifre invece di quattro; questi veicoli recavano la dicitura "TA/XI" a destra su due righe allineate e di dimensioni ridotte. Le targhe delle case mobili, emesse presumibilmente dal 2007, erano invece rosse con lettere e cifre bianche. 
Fin dal 1993 alle targhe d'immatricolazione temporanee erano assegnati due codici: A (con combinazione 01 A 0123) per periodi lunghi e P, seguito generalmente da un numero di tre cifre e dalla sigla distrettuale (per es.: P 012 TR), per periodi brevi. 
A partire dagli ultimi mesi del 2005, le targhe provvisorie per periodi lunghi differivano da quelle normali solamente per il fondo azzurro; erano composte dalle due lettere identificative del distretto, un numero di tre cifre e altre due lettere, l'ultima delle quali era una "P" (iniziale di Përkohshme, cioè "provvisorio"). Le immatricolazioni temporanee per periodi brevi, riservate a concessionari e proprietari di autofficine, erano di cartone e avevano le scritte nere su fondo rosso; la serie alfanumerica successiva alla sigla del distretto consisteva in tre cifre seguite dalle lettere "PR" (che stavano per Provë).
 Le targhe diplomatiche potevano avere i caratteri di colore nero o, come nel sistema attualmente in uso, verde.

## Sigle identificative dei distretti emesse dagli ultimi mesi del 2000 al 15 febbraio 2011

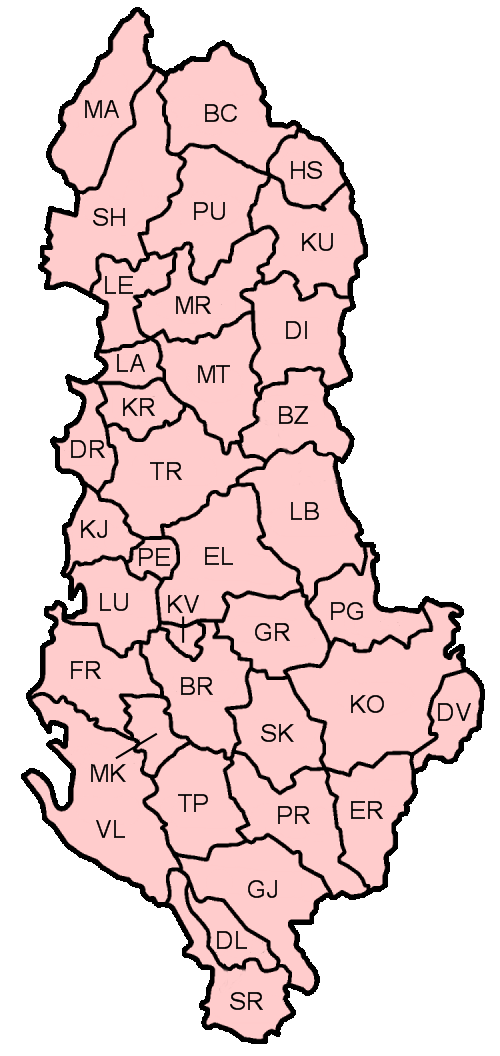
Carta dei distretti albanesi con le relative sigle emesse dagli ultimi mesi del 2000 al 15 febbraio 2011

| Sigla | Distretto                      | Sigla | Distretto          |
| ----- | ------------------------------ | ----- | ------------------ |
| BC    | Tropojë (capol.: Bajram Curri) | BR    | Berat (Berati)     |
| BZ    | Bulqizë                        | DI    | Dibër              |
| DL    | Delvinë                        | DR    | Durazzo (Durrës)   |
| DV    | Devoll                         | EL    | Elbasan (Elbasani) |
| ER    | Kolonjë (capol.: Ersekë)       | FR    | Fier               |
| GJ    | Argirocastro (Gjirokastër)     | GR    | Gramsh             |
| HS    | Has                            | KJ    | Kavajë             |
| KO    | Coriza (Korçë)                 | KR    | Kruja (Krujë)      |
| KU    | Kukës                          | KV    | Kuçovë             |
| LA    | Kurbin (capol.: Laç)           | LB    | Librazhd           |
| LE    | Alessio (Lezhë)                | LU    | Lushnjë            |
| MA    | Malësi e Madhe                 | MK    | Mallakastër        |
| MR    | Mirdizia (Mirditë)             | MT    | Mat                |
| PE    | Peqin                          | PG    | Pogradec           |
| PR    | Përmet                         | PU    | Pukë               |
| SH    | Scutari (Shkodër)              | SK    | Skrapar            |
| SR    | Saranda                        | TP    | Tepelenë           |
| TR    | Tirana (Tiranë)                | VL    | Valona (Vlorë)     |

## La riforma territoriale del 2000
Nei primi mesi del 2000 è entrata o sarebbe dovuta entrare in vigore una riforma amministrativa finalizzata ad accorpare i distretti più piccoli a quelli più grandi. Al momento non è noto se tale modifica fosse divenuta operativa. In caso affermativo, l'emissione del codice TRO per i veicoli immatricolati nel distretto di Tropojë durò soltanto pochi mesi, prima che venisse reintrodotta la sigla che fino a tutto il 1999 identificava soltanto il rispettivo capoluogo Bajram Curri, cioè BC. Gli altri 25 codici erano già esistenti e furono mantenuti fino al 15/02/2011. Presumibilmente negli ultimi mesi del 2000 vennero riemessi BZ, DL, DV, HS, KJ, KV, LA, MA (limitato al distretto di Malësi e Madhe), PE e ER, quest'ultimo ripristinato per identificare l'intero distretto di Kolonjë (non solo il capoluogo Ersekë) al posto di KL. Quanto al distretto di Mallakastër, la nuova sigla MK andò a sostituire MA. 
- BR - Berat (Berati)
- DI - Dibër
- DR - Durazzo (Durrës)
- EL - Elbasan (Elbasani)
- FR - Fier
- GJ - Argirocastro (Gjirokastër)
- GR - Gramsh
- KL - Kolonjë
- KO - Coriza (Korçë)
- KR - Kruja (Krujë)
- KU - Kukës
- LB - Librazhd
- LE - Alessio (Lezhë)

- LU - Lushnjë
- MR - Mirdizia (Mirditë)
- MT - Mat
- PG - Pogradec
- PR - Përmet
- PU - Pukë
- SH - Scutari (Shkodër)
- SK - Skrapar
- SR - Saranda (Sarandë)
- TP - Tepelenë
- TR - Tirana (Tiranë)
- TRO - Tropojë
- VL - Valona (Vlorë)

## Formato 1993–1995
Il formato utilizzato dal 1993 alla fine del 1994 non si differenziava da quello in vigore dal 1995 al 16 febbraio 2011, tranne che per la mancanza della fascia rossa verticale a sinistra della targa. Era pertanto simile a quello delle targhe spagnole (che però si distinguevano per i punti separatori tra lettere e cifre) e bulgare degli stessi anni. Mancava l'ologramma di sicurezza, che venne introdotto nel 1995.

## Sigle automobilistiche e aree di immatricolazione dal 1993 al 2000
Lo schema di assegnazione del numero a quattro cifre e della lettera che lo seguiva avveniva su base distrettuale come negli anni precedenti e successivi; in tre casi, però, la medesima sigla (KR, MA, TP) identificava due distretti; inoltre qualche circondario aveva due codici, come si nota nell'elenco sotto riportato, che potrebbe essere incompleto. 
All'inizio del 2000 (vd. sopra) si decise di abolire la distinzione, presente nelle sigle automobilistiche di alcuni distretti, tra il capoluogo e le zone restanti. I codici contrassegnati con l'asterisco non sono documentati.
- BA* - Comune di Ballsh
- BC - Comune di Bajram Curri
- BI* - Comune di Bilisht
- BR - Distretto di Berat (Berati)
- BRR - Comune di Burrel
- BZ - Distretto di Bulqizë
- CO - Comune di Çorovodë
- CR - Comune di Cërrik
- DI - Distretto di Dibër
- DL, DN - Distretto di Delvinë
- DR - Distretto di Durazzo (Durrës)
- DV - Distretto di Devoll
- EL - Distretto di Elbasan (Elbasani)
- ER - Comune di Ersekë
- FR - Distretto di Fier
- GJ - Distretto di Argirocastro (Gjirokastër)
- GR - Distretto di Gramsh
- HM - Comune di Himara (Himarë)
- HS - Distretto di Has
- KB - Distretto di Kurbin
- KJ - Distretto di Kavajë
- KK - Comune di Koplik
- KL* - Distretto di Kolonjë
- KO - Distretto di Coriza (Korçë)
- KR - Distretto di Kruja (Krujë)

- KR - Comune di Krumë
- KS, KU - Distretto di Kukës
- KV - Distretto di Kuçovë
- LA - Comune di Laç
- LB - Distretto di Librazhd
- LE - Distretto di Alessio (Lezhë)
- LN, LU - Distretto di Lushnjë
- MA - Distretto di Malësi e Madhe
- MA - Distretto di Mallakastër
- MI, MR Distretto di Mirdizia (Mirditë)
- MT - Distretto di Mat
- OP - Comune di Moscopoli (Voskopojë)
- PD, PG - Distretto di Pogradec
- PE - Distretto di Peqin
- PR - Distretto di Përmet
- PS - Comune di Peshkopi
- PU - Distretto di Pukë
- RR* - Comune di Rrëshen
- SA, SR - Distretto di Saranda (Sarandë)
- SH - Distretto di Scutari (Shkodër)
- SK - Distretto di Skrapar
- TE, TP - Distretto di Tepelenë
- TP - Distretto di Tropojë
- TR - Distretto di Tirana (Tiranë)
- VL - Distretto di Valona (Vlorë)

## Formati 1991–1993 e 1958–1991, sigle in uso e rispettivi distretti
| 13 TR 562 |

Dal 1991 al 1993 le targhe presentavano uno sfondo nero, mentre i caratteri erano bianchi. Negli autoveicoli la sigla del distretto era generalmente posizionata fra due blocchi di numeri: quello a sinistra di due e quello a destra di tre cifre. Due piccole stelle rosse erano visibili sui margini sinistro e destro della targa (a volte era impressa solo quella a sinistra).
Dal 1958 al 1991 le targhe albanesi potevano avere i caratteri distribuiti su una o due righe. Nel primo caso il codice distrettuale era preceduto da una stella rossa e seguito da due numeri separati fra loro da una spaziatura a partire dal 1984, da un unico numero generalmente di quattro cifre fino alla fine del 1983. Nel secondo caso la sigla della provincia era posizionata in alto fra due stelle rosse, mentre in basso si trovava il blocco numerico (di solito costituito da due gruppi di cifre separati da un trattino). 
Nel seguente elenco sono riportate in ordine alfabetico le sigle automobilistiche utilizzate dal 1958 a tutto il 1992 e i relativi distretti:
| Sigla | Distretto                  | Sigla | Distretto         |
| ----- | -------------------------- | ----- | ----------------- |
| BR    | Berat (Berati)             | KU    | Kukës             |
| DI    | Dibër                      | LB    | Librazhd          |
| DR    | Durazzo (Durrës)           | LE    | Alessio (Lezhë)   |
| EL    | Elbasan (Elbasani)         | SH    | Scutari (Shkodër) |
| FR    | Fier                       | TR    | Tirana (Tiranë)   |
| GJ    | Argirocastro (Gjirokastër) | VL    | Valona (Vlorë)    |
| KO    | Coriza (Korçë)             |       |                   |